# Ludmiła Zajcewa (aktorka)
Ludmiła Wasiljewna Zajcewa (ros. Людмила Васильевна Зайцева, ur. 21 lipca 1946 w osadzie Wostocznyj w Kraju Krasnodarskim) – rosyjska aktorka filmowa. 

## Wybrana filmografia
- 1966: Historia Asi Klaczinej, która kochała, lecz za mąż nie wyszła (История Аси Клячиной, которая любила, да не вышла замуж), reż. Andriej Konczałowski
- 1972: Pogwarki (Печки-лавочки), reż. Wasilij Szukszyn
- 1972: Wybacz i żegnaj, reż. Witalij Mielnikow
- 1972: Tak tu cicho o zmierzchu... (А зори здесь тихие), reż. Stanisław Rostocki
- 1972: Pogwarki, reż. Wasilij Szukszyn
- 1973: Cement (Цемент), reż. Aleksandr Błank, Siergiej Linkow
- 1976: Dwadzieścia dni bez wojny (Двадцать дней без войны), reż. Aleksiej German
- 1982: Zatrzymany pociąg (Остановился поезд), reż. Wadim Abdraszytow
- 1988: Mała Wiera (Маленькая Вера), reż. Wasilij Piczuł
- 1997: Carewicz Aleksy (Царевич Алексей), reż. Witalij Mielnikow

## Nagrody i odznaczenia
- Nagroda Państwowa ZSRR (1983)
- Ludowy Artysta RFSRR (1989)